# Platylabus cabrerai
Platylabus cabrerai là một loài tò vò trong họ Ichneumonidae.